# Дубра, Каспар
Ка́спар Ду́бра (латыш. Kaspars Dubra; род. 20 декабря 1990, Рига) — латвийский футболист, защитник. 

## Клубная карьера
Каспар Дубра является воспитанником юношеского футбольного центра «Сконто». С 2006 года он присоединился к рижскому клубу «Сконто». В 2008 году на правах аренды присоединился к «Олимпу», в составе которого дебютировал в Высшей лиге Латвии.
Сезон 2009 года Каспар Дубра в основном провёл на скамейке запасных «Сконто» и, сыграв за клуб всего лишь один матч, вновь был отдан в аренду «Олимпу» до конца сезона. В сезоне 2010 года Каспар Дубра, выступая в основном составе «Сконто», стал чемпионом Латвии, а также был признан лучшим игроком июля в Высшей лиге.
В январе 2012 года Каспар был на просмотре в английском «Вулверхемптоне». Оставил хорошее впечатление, Каспару предложили контракт, но его агент не договорился по условиям.
В феврале 2012 года, подписал контракт с командой «Полония» (Бытом) из Первой лиги Польши.
25 июля 2012 года было объявлено о переходе в латвийский «Вентспилс». Выиграл с командой два чемпионских титула (2013 и 2014). 18 мая 2013 года Каспар забил решающий гол в ворота «Металлурга» на 93 минуте матча и принёс победу в финале Кубка страны.
11 февраля 2015 года подписал контракт с борисовским БАТЭ За два сезона дважды стал чемпионом Белоруссии, выиграл два Суперкубка и Кубок-2015 (в запасе) с этим самым титулованным белорусским клубом.
Затем вернулся в Латвию и провёл два сезона (2017-2018) в среднем латышским клубе РФС.
В начале января 2019 года подписал контракт с казахстанским ФК «Иртыш» (Павлодар) . 16 августа 2019 года был представлен как игрок украинской «Александрии». Контракт рассчитан до конца сезона 2019/2020.
5 ноября 2021 года забил свой первый гол за «Александрию» в матче чемпионата Украины против «Металлист 1925», удвоив счёт на 73-й минуте ударом головой после навесного паса с углового.

## Карьера в сборной
8 августа 2010 года Каспар Дубра впервые был вызван в сборную Латвии, в составе которой он дебютировал 17 августа в матче со сборной Китая, выйдя на замену на 91-й минуте матча.

## Достижения

### Командные
«Сконто»
- Чемпион Латвии: 2010
- Победитель Балтийской лиги: 2010/11

«Вентспилс»
- Чемпион Латвии (2): 2013, 2014
- Бронзовый призёр чемпионата Латвии: 2012
- Обладатель Кубка Латвии: 2012/13

БАТЭ
- Чемпион Белоруссии (2): 2015, 2016
- Обладатель Суперкубка Белоруссии (2): 2015, 2016
- Обладатель Кубка Белоруссии: 2014/15
- Финалист Кубка Белоруссии: 2015/16

### Личные
- Лучший игрок месяца в Высшей лиге Латвии: июль 2010.
- Лучший защитник Высшей лиги Латвии: 2014.